# Seregno
Seregno és un municipi italià, situat a la regió de la Llombardia i a la província de Monza i Brianza. L'any 2004 tenia 40.200 habitants.